# Sleutelproef
De sleutelproef of draaiproef is in het volksgeloof een proef die gedaan werd om te achterhalen wie een heks was, of om te kijken of iemand nog leefde. 
Voor de heksenproef neemt men hierbij een kruissleutel (een sleutel met een kruis uitgesneden in de baard), legt die in de Bijbel op Johannes I: 1, bindt het boek stevig dicht, laat het op de vingers rusten door middel van de baard van de kruissleutel, die een eind naar buiten steekt. Als de naam van de heks genoemd wordt, draait de vinger onwillekeurig en de Bijbel valt op tafel, waarop het bewijs is geleverd. De draaiproef was ook in de middeleeuwen in zwang. De sleutelproef voor het ontdekken van heksen was onder meer bekend te Tolbert, Ede, Sliedrecht, in Friesland en in Het Gooi.
De sleutelproef werd ook gebruikt om vast te stellen of iemand die elders verbleef nog leefde. Daarbij werd een sleutel eveneens met de baard in een kerkboek gelegd bij het Johannes of Sint-Jansevangelie. Het boek werd met een koord dichtgebonden. Twee personen staken losjes een vinger in het oog van de uit het boek stekende sleutel, terwijl het Sint-Jansevangelie werd voorgelezen. Bij de passage En het Woord is vlees geworden zullen sleutel en boek vanzelf bewegen en van de vingers vallen, gesteld dat de persoon nog leeft. Gebeurt er niets en blijft het boek hangen, dan is de persoon overleden. Nog in de Eerste Wereldoorlog werd deze sleutelproef toegepast om het lot van een vermiste soldaat te bepalen.